# WizKids
WizKids/NECA, LLC. es una compañía de juegos de rol y miniaturas coleccionables establecida en Nueva Jersey y fundada en 2000 por Jordan Weisman, un veterano de la empresa de juegos FASA Corporation.
WizKids fue adquirida por NECA en septiembre de 2009.
Se conoce sobre todo a WizKids por sus juegos Mage Knight, HeroClix, y MechWarrior: Dark Age, que utilizan el sistema «Clix» (patente pendiente). Con este sistema se pueden cambiar las estadísticas y habilidades de combate de cada figura, indicadas en un disco giratorio colocado en la base de la figura.
WizKids ha producido también las versiones en juego de miniaturas coleccionables de videojuegos como Crimson Skies y Creepy Freaks, así como un juego de miniaturas de béisbol llamado MLB SportsClix.

## Historia
WizKids es conocido por sus juegos de piezas coleccionables como Mage Knight, HeroClix, Horrorclix. Todos ellos usan el sistema Clix. Su más reciente juego lanzado fue Halo ActionClix, en agosto de 2007.
Wizkids fue fundado en el año 2000 por Jordan Weisman, para publicar Mage Knight. Mage Knight fue el primer juego de figuras coleccionables.
En 2001, la compañía comenzó de manera virtual, hasta tener su propia oficina en Bellevue (Washington). Mage Knight se vendió tan rápido como salió a la venta, y la compañía fue movida a una lista de hobby´s de 10 principales editores. La cuenta de empleo vino hasta 30, quienes hacían innovaciones para traer personajes de los universos de Marvel y de DC comics en las expansiones de HeroClix.
Un juego llamado ToonClix fue anunciado en marzo de 2006, pero fue cancelado antes de su lanzamiento.